# Cheick Doukouré
Cheick Kader Doukouré (ur. 11 września 1992 w Abidżanie) – iworyjski piłkarz grający na pozycji defensywnego pomocnika w klubie Aris FC.

## Kariera klubowa
Swoją karierę piłkarską Doukouré rozpoczął we Francji, w klubie Aubervilliers. W 2007 roku podjął treningi w FC Lorient. 7 sierpnia 2010 zadebiutował w jego barwach w Ligue 1 w zremisowanym 2:2 wyjazdowym meczu z AJ Auxerre. W sezonach 2010/2011 i 2011/2012 grał głównie w czwartoligowych rezerwach tego klubu. W 2012 roku został wypożyczony do trzecioligowego SAS Épinal. W sezonie 2012/2013 grał w pierwszym zespole Lorient.
Latem 2014 roku Doukouré przeszedł do FC Metz. Swój debiut w nim zaliczył 9 sierpnia 2014 w zremisowanym 0:0 wyjazdowym meczu z Lille OSC. Na koniec sezonu 2014/2015 spadł z Metz z Ligue 1 do Ligue 2.
| Sezon   | Klub         | Kraj      | Rozgrywki            | Mecze | Bramki |
| ------- | ------------ | --------- | -------------------- | ----- | ------ |
| 2010/11 | FC Lorient   | Francja   | Ligue 1              | 4     | 0      |
| 2010/11 | FC Lorient B | Francja   | CFA                  | 21    | 0      |
| 2011/12 | FC Lorient B | Francja   | CFA                  | 18    | 1      |
| 2012/13 | SAS Épinal   | Francja   | Championnat National | 23    | 1      |
| 2013/14 | FC Lorient   | Francja   | Ligue 1              | 19    | 1      |
| 2014/15 | FC Metz      | Francja   | Ligue 1              | 24    | 4      |
| 2014/15 | FC Metz B    | Francja   | CFA                  | 5     | 0      |
| 2015/16 | FC Metz      | Francja   | Ligue 2              | 9     | 1      |
| 2016/17 | FC Metz      | Francja   | Ligue 1              | 29    | 0      |
| 2017/18 | Levante UD   | Hiszpania | Primera División     | 19    | 1      |
| 2018/19 | Levante UD   | Hiszpania | Primera División     | 9     | 0      |

## Kariera reprezentacyjna
Doukouré grał w młodzieżowych reprezentacjach Francji. W reprezentacji Wybrzeża Kości Słoniowej Doukouré zadebiutował 11 stycznia 2015 roku w wygranym 1:0 towarzyskim meczu z Nigerią, rozegranym w Abu Zabi. W 2015 roku został powołany do kadry na Puchar Narodów Afryki 2015. Zagrał na nim w trzech meczach: zremisowanym 1:1 z Gwineą, wygranym 1:0 z Kamerunem i wygranym 3:1 ćwierćfinale z Algierią. Wraz z kadrą narodową zwyciężył w tym turnieju.